# A megtisztulás éjszakája: A sziget
A megtisztulás éjszakája: A sziget (eredeti címén The First Purge) 2018-as amerikai horrorfilm, A megtisztulás éjszakája-filmek negyedik része, egyben előzménytörténete.
A filmet Gerard McMurray rendezte, a forgatókönyvíró és producer James DeMonaco (a korábbi Megtisztulás éjszakája-filmek rendezője). A főbb szerepekben Y'lan Noel, Lex Scott Davis, Joivan Wade, Mugga, Luna Lauren Velez, Kristen Solis és Marisa Tomei látható. A disztópikus jövőben játszódó cselekmény az első „Irtást”, vagyis azt az évenként megrendezett eseményt mutatja be, melynek során az USA-ban egy 12 órás időtartamra minden bűncselekmény legálissá válik.
A megtisztulás éjszakája: A sziget 2018. július 4-én került az amerikai mozikba, az Universal Pictures forgalmazásában. A jegyeladások terén kiemelkedően teljesített (a sorozat legmagasabb bevételét, 135 millió dollárt hozta), elődeihez hasonlóan azonban vegyesen fogadták a kritikusok.

## Cselekmény
2014-ben Az Új Alapító Atyák (New Founding Fathers of America – NFFA) nevű párt veszi át a hatalmat az Egyesült Államokban, Arlo Sabian és a pszichológus Dr. May Updale vezetésével az elszegényedett lakosságú Staten Islanden kegyetlen kísérletet szerveznek: 12 órára legálissá tesznek minden bűncselekményt, azzal az indoklással, hogy a nehéz gazdasági helyzetben az emberek így kiélhetik elfojtott agressziójukat. A lakosok, akik a kísérlet idején a szigeten maradnak, 5000 dolláros jutalomban részesülnek és a gyilkosságokban részt vevő polgárokat is külön jutalomban részesítik. A szigeten maradt emberek testébe nyomkövető készüléket helyeznek, míg az Irtásban résztvevők egy kamerával felszerelt kontaktlencsét kapnak, amellyel követhető az aktivitásuk.
Dmitri, a helyi drogbáró a sziget elhagyását tervezi, de Capital A nevű embere maradni akar az Irtás idejére. Egy másik díler, Isaiah verekedésbe keveredik az őrült drogfüggő Skeletorral és vágást szerez a nyakára. Isaiah-ot nővére, Nya látja el, aki Irtás-ellenes aktivista és Dmitri exbarátnője.
Miközben az emberek egy része elmenekül a szigetről (de sokan maradnak a pénzjutalom miatt), Nya barátaival, Doloresszel, Luisával és Selinával a helyi templomban húzódik meg. Dmitri a főhadiszállásán marad, ahová Capital A két prostituáltat, Annát és Elsát küldte hozzá. A nők valójában felbérelt gyilkosok és Dmitri életére törnek, de a férfi felülkerekedik rajtuk és embereivel kivégzi a helyére pályázó, áruló Capital A-t.
Skeletor elköveti a legelső gyilkosságot, bűntettének videófelvétele futótűzként terjed el a nyilvánosság előtt. Az NFFA vezetői azonban csalódottan látják, hogy az emberek túlnyomó többsége csak fosztogat és vandálkodik, de nem gyilkol. A helyzet megoldása érdekében felfegyverzett, álruhás zsoldosokat küldenek a helyszínre és megkezdik a lakosság kivégzését – kiderül, hogy a kísérlet valódi célja a szegényebb rétegek módszeres likvidálása volt, ami által „egyensúlyt” akarnak teremteni a társadalomban és csökkenteni a szociális kiadásokat. Dr. Updale a kísérlet mögöttes motivációját felfedezve tiltakozni kezd, de az NFFA gyorsan elhallgattatja a nőt.
Nővére tudtán kívül Isaiah is részt vesz az Irtásban és Skeletor nyomába ered. Amikor rátalál, mégsem képes megölni és menekülni kényszerül, majd egy épületben bujkálva nővérétől kér segítséget telefonon. Hosszas menekülés után térnek vissza a templomhoz és szemtanúi lesznek, ahogyan az épületet maszkos fegyveresek hagyják el. A menedéket keresők többségét lemészárolták, Luisa és Selina életben maradt, Dolores viszont eltűnt. A csapat visszatér Nya bérelt lakásába (ahol a megsérült Dolores már várja őket), ahová épp egy zsoldososztag tart, azzal a szándékkal, hogy a háztömb elszegényedett lakóival végezzenek. Az utcákon tartózkodó Dmitri is értesül az eseményekről, illetve a zsoldosok részvételéről és a helyszínre siet, eközben telefonon figyelmeztetve Nyát, embereit viszont felfegyverzett drónok ölik meg. A férfi bejut az ostrom alá vett, halottakkal teli épületbe, számos zsoldost megöl és eljut volt barátnője lakásához. Mielőtt a zsoldosok rakétavetővel megsemmisíthetnék a menekülőket, Skeletor hátba támadja őket és többükkel végez, mielőtt ő maga is halálos lövést kapna. Dmitri a helyzetet kihasználva C4-es robbanószerrel öli meg a maradék zsoldost.
A szirénák jelzik az Irtás befejeződését és a film végén a túlélők az utcán hősként ünneplik a sebesült Dmitri-t, aki jövőbeli fegyveres ellenállásra szólítja fel őket. Sabian bejelenti, hogy az Irtás sikeres kísérlet volt, ezért a következő évben országos szintre is kiterjeszthetik azt.

## Szereplők
- Y'lan Noel – Dmitri
- Lex Scott Davis – Nya
- Joivan Wade – Isaiah
- Mugga – Dolores
- Christian Robinson – Capital A
- Lauren Velez – Luisa
- Kristen Solis – Selina
- Marisa Tomei – Dr. May Updale
- Patch Darragh – Arlo Sabian
- Maria Rivera – Anna
- Chyna Layne – Elsa
- Siya – Blaise
- Melonie Diaz – Juani
- Mo McRae – 7 & 7
- Steve Harris – Freddy
- Rotimi Paul – Skeletor

## Fordítás
- Ez a szócikk részben vagy egészben  a   The First Purge című angol Wikipédia-szócikk fordításán alapul.  Az eredeti cikk szerkesztőit annak laptörténete sorolja fel. Ez a jelzés csupán a megfogalmazás eredetét és a szerzői jogokat jelzi, nem szolgál a cikkben szereplő információk forrásmegjelöléseként.